# Penny Strait
Die Penny Strait ist eine Meerenge in Nunavut (Kanada), die Bathurst Island (im Südwesten) von der Grinnell-Halbinsel von Devon Island (im Osten) trennt. Beide Inseln gehören zu den Königin-Elisabeth-Inseln und damit zum kanadisch-arktischen Archipel. Die 90 Kilometer lange und 30 Kilometer breite Meerenge mündet im Süden in den Queens Channel und im Norden in den von Devon, Bathurst, Helena, Cameron, Lougheed, King Christian, Ellef Ringnes, Amund Ringnes und Cornwall Island umgebenen Meeresteil. Sie ist nach ihrem Entdecker William Penny benannt.